# Stazione di Roccavione
La stazione di Roccavione è una fermata ferroviaria della linea Cuneo-Limone-Ventimiglia. Serve l'omonimo comune della Val Vermenagna, in provincia di Cuneo.
Costruita nel 1887, la stazione è classificata come categoria bronze dal gestore, RFI.
Originariamente si trattava di una stazione di precedenza/incrocio e scalo, essendo provvista allo scopo di più binari. Attorno al 1979 Roccavione è stata declassata a fermata impresenziata, e tutti i binari (eccetto uno di transito) sono stati rimossi.
Ad aprile 2019, nell'ambito e con i finanziamenti delle politiche transfrontaliere del Piano Integrato Territoriale (PITer) ALPIMED (Alpimed Mobile) e della realizzazione della pista ciclabile europea EuroVelo 8, viene pianificato il rilancio polifunzionale della struttura, la quale diventerà internodo treno-bicicletta, contestualmente al piano di valorizzazione - anche turistico-ambientale - della ferrovia internazionale Nizza-Cuneo.